# Santuario de Kurematsu
El santuario de San Juan Kurematsu (サン・ジワン枯松神社 San-Jiwan-kurematsu-jinja?) es un santuario japonés de los Cristianos Ocultos que fue camuflado por el santuario Shinto (Kirishitan Jinja).　
 Uno de los únicos tres Kirishitan Jinja en Japón.
Fue el lugar secreto de los Cristianos Ocultos para orar (orasho, oratio) en la era Edo y existen restos de tumbas de cristianos alrededor de éste. Los santuarios de hoy fueron construidos en la era Meiji.
Kurosaki, donde está localizado este santuario, es el lugar de la novela de Endo Shusaku “Silencio”.
Católicos y Mukashi Kirishitan (Cristianos Ocultos que no se unieron a los Católicos) colaboran para la realización de una Misa cada 3 de noviembre en este santuario.